# 蘇信 (正德進士)
蘇信（1477年—？），字宗王，號確軒，廣東潮州府饒平縣人，竈籍，明朝政治人物。

## 生平
正德五年（1510年）庚午科廣東鄉試第十七名舉人，十二年（1517年）中式丁丑科會試第一百六十九名，三甲第一百七十名進士。工部觀政，授南京監察御史，丁憂歸。復改北京，巡按福建，嘉靖十二年（1633年）四月科道官奉旨互相糾劾，降一級出為江西寧州判官，升上虞縣知縣，再謫邳州判官。

## 家族
曾祖蘇啟；祖父蘇明振；父蘇欽義，母陳氏。嚴侍下。兄蘇理、蘇參，弟蘇俊、蘇嵩、蘇選、蘇鸞、蘇鳳、蘇卿。